# Георгий (Садковский)

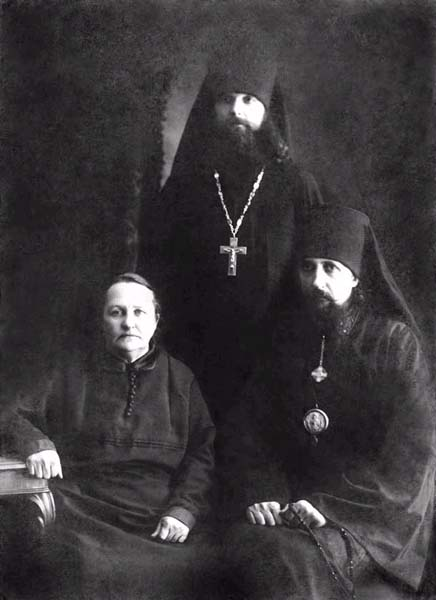
Фотография братьев Игнатия и Льва Садковских (стоит) с матерью Елизаветой Садковской

Епископ Георгий (в миру Лев Сергеевич Садковский; 20 февраля 1896, Москва — 4 марта 1948, Псково-Печерский монастырь) — епископ Русской православной церкви, епископ Порховский, викарий Псковской епархии.

## Семья
Родился в семье протоиерея Сергея Максимовича Садковского, настоятеля храма Софии Премудрости Божией на Софийке у Пушечного двора. В семье было ещё семь детей: Сергей (в монашестве Игнатий, позднее епископ; 1887—1938), Ольга — 1894 г. р., Наталья — 1899 г. р., Ксения — 1901 г. р., Пётр — 1903 г. р., Григорий — 1905 г. р. и Михаил — 1907 г. р.

## Образование
Окончил Заиконоспасское духовное училище (1910), Московскую духовную семинарию (1916), ускоренный курс Александровского военного училища (1916).

## Военная служба
С 1916 — прапорщик 753-о пехотного Винницкого полка, затем подпоручик русской армии, воевал на Румынском фронте. В 1919 служил в белой армии А. И. Деникина, был взят в плен красными, находился в лагере для военнопленных.
В 1920—1921 годах служил в тыловых частях Красной армии.

## Монах
После демобилизации, с 1921, жил в городе Белёве у своего брата, епископа Игнатия, в Спасо-Преображенском монастыре. 3 января 1922 был пострижен в монашество, с 22 января 1922 — иеродиакон, с 25 февраля 1922 — иеромонах. С 3 августа 1922 — благочинный монастыря.
В январе 1923 был арестован, был приговорён к заключению на три года в Соловецком лагере особого назначения.
С 1926 года вновь жил в Тульской области, настоятель Крестовоздвиженской общины монашествующих, с июня 1927 года — игумен, с ноября 1927 года — архимандрит, благочинный монастырей Тульской епархии.
В 1928 некоторое время служил в Туле под началом архиепископа Иувеналия (Масловского), с которым ранее находился в заключении на Соловках.
29 декабря 1929 вновь арестован, 3 февраля 1930 Особым Совещанием приговорён к трём годам исправительно-трудовых лагерей, которые отбывал в Котласе, Усть-Выми, Ухте, Пинюге, Балахне. В декабре 1932 был освобождён. В 1933 был настоятелем Благовещенской церкви города Касимова Рязанской епархии (её правящим архиереем был владыка Иувеналий (Масловский)). Пользовался уважением прихожан.

## Епископ
С 13 августа 1933 года — епископ Камышинский, викарий Саратовской епархии, однако власти запретили ему служить в этом городе.
С 24 августа 1933 года — епископ Вольский, викарий Саратовской епархии.
В мае — июне 1935 года управлял Саратовской епархией.
В июне 1935 года был арестован и в январе 1936 года приговорён к расстрелу (спустя месяц приговор был заменён на 10 лет лишения свободы).
Заключение отбывал на золотодобывающих шахтах Дальнего Востока (некоторое время в лагере ухаживал за лошадьми, позднее говорил, что пасти лошадей гораздо приятнее и легче, чем быть пастырем людей). Находясь днём на общих работах, владыка промокал до нитки, а ночью должен был кипятить на дровяном огне огромную ёмкость с водой.

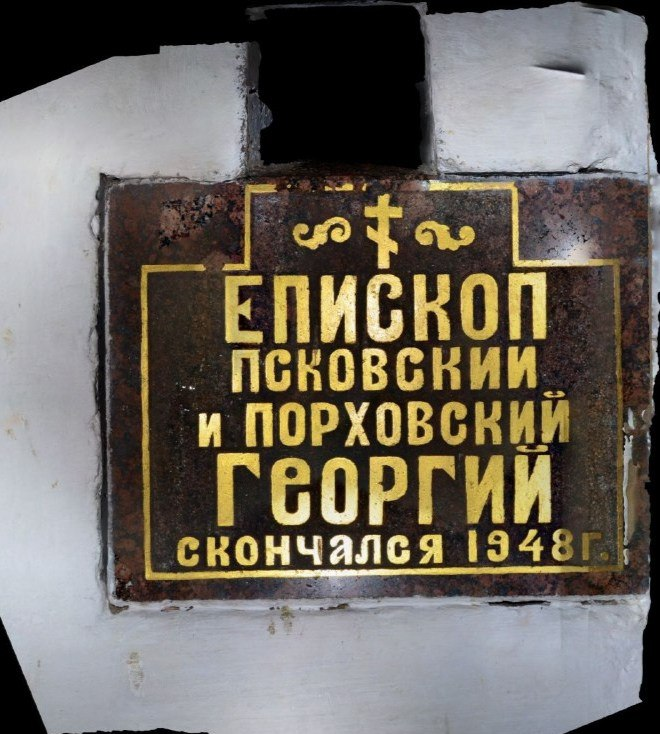
Место погребения епископа Георгия (Садковского)

Освобождён в июне 1945 года по ходатайству Патриарха Алексия I. Вернулся из лагеря тяжело больным человеком, по некоторым данным, на лбу у него был вырезан крест — свидетельство издевательств, перенесенных в заключении.
По вызову Священного Синода прибыл в Москву в ноябре 1946 года.
С 28 декабря 1946 года — епископ Великолуцкий и Торопецкий.
С 10 июля 1947 года — епископ Порховский, викарий Псковской епархии.
27 февраля 1948 уволен на покой по болезни в Псково-Печерский монастырь, где скончался 4 марта того же года после третьего инсульта. За два дня до смерти в полном сознании причастился Святых Таин.
Собранные монашествующими Псково-Печерского монастыря материалы о его жизни представлены в Комиссию по канонизации при Священном Синоде Русской православной церкви.